# Makadam
Makadam je vrsta ceste koju obilježava sloj krupnoga lomljenoga kamena izmiješan sa slojem sitnije lomljena kamena i pijeska. Nazvana je po svome izumitelju, škotskomu graditelju McAdamu.